# Tịnh thất
Tịnh thất là một am thất nhỏ trong tịnh xá dành cho các cá nhân, chính là các tu sĩ Phật giáo. Mỗi tu sĩ thường có một tịnh thất của riêng mình.